# 人見淇堂
人見 淇堂（ひとみ きどう、文化13年〈1816年〉 ‐ 明治27年〈1894年〉3月17日）とは、江戸時代後期から明治時代にかけての幕臣、画家。

## 来歴
大岡雲峰及び椿椿山の門人。また一時期、葛飾北斎の門下だったという。名は政義（まさよし）、通称は甚四郎。幕臣の人見甚四郎（先代）の息子。『文武高名録』によれば幼少より絵を好み、11歳で大岡雲峰に入門し絵を学んだが、のちに椿椿山の門に入る。文政12年（1829年）10月、父の家督を継ぎ小普請、翌年5月には書院番となる。以後、近習番や広敷用人などを歴任する。明治になってからは画業に専念し、浅草区森下町、後に青山南町に住んだ。享年79。墓所は青山墓地。

## 作品
- 『椿山画譜』　※明治13年（1880年）刊行。奥付に「編輯人　人見甚四郎　浅草区森下町六番地」とあり
- 『名家書画春秋帖』（『諸家書画帖』）　木版本　大英博物館所蔵　※明治13 - 14年。柴田是真らと共画、淇堂は鳥の図を描く[4]。
- 「端午飾」　絹本着色　京都学・歴彩館所蔵